# Arbetets Röda Fanas orden
Arbetets Röda Fanas orden (ryska: Орден Трудового Красного Знамени), var en sovjetisk orden för resultat inom arbete och statsförvaltning. Det är den civila motsvarigheten till Röda fanans orden. Orden gavs till såväl individer som grupper, städer med mera.

## Historia
Arbetets Röda Fanas orden var ursprungligt en orden i Ryska SFSR och upprättades den 28 december 1920 men blev den 7 september 1928 en orden för hela Sovjetunionen. 

## Orden
Orden bestod av en silvermedalj i form av ett kugghjul med mottot "Proletärer i alla länder, förena er!" på ryska. Den centrala skivan hade den gyllene "hammaren och skäran"-emblemet på en fördämning med blått emaljvatten. Medaljen var omgiven av en krans av ekblad. I förgrunden fanns en röd fana med initialerna "CCCP" (Sovjetunionen) och nedanför fanns en röd stjärna flankerad av gyllenvete. 
Det bars ursprungligen på vänster bröst, men fick senare användas med ett ljusblått band med mörkblå ränder på kanterna. 

## Mottagare i urval
- Nikita Menchukov, var den första mottagaren av orden för att ha räddat en viktig bro från att förstöras av flytande ismassor.
- Michail Gorbatjov, fick orden vid 16 års ålder för en rekordskörd av gröda på det kollektivbruk där han arbetade 1947, en ära som var mycket ovanligt för någon så ung.